# سارديه باند
سارديه باند ((بالبشتوية: سردې بند)‏ - (بالإنجليزية: Sardeh Band)‏ - (بالبشتوية: سردېبند)‏) هي بلدة تقع على الطرف الشرقي لمقاطعة أندار، مقاطعة غزني في أفغانستان، بالقرب من الحدود مع ولاية بكتيكا. تقع البلدة بالقرب من سد خاتم باند. حيث يتواجد مطار سارديه باند في المدينة.

## مشاهير
- عبد الأحد مومند، رائد فضاء أفغاني